# Зотов, Василий Никитич
Василий Никитович (Никитич) Зотов (1668—1729) — генеральный ревизор Сената (1715—1719), Казанский губернатор (1727—1728); генерал-майор.

## Биография
На царской службе с 1684 года., с 1687 года. — стольник.
В феврале 1696 года назначен воеводой в Олонце.
С началом Северной войны служил в армии. С 3 февраля 1708 года — комендант Нарвы, с декабря 1710 года — комендант Ревеля. 25 декабря 1711 г. произведён в бригадиры.
27 ноября 1715 года. назначен генеральным ревизором Сената. Ввиду отсутствия средств для исполнения обширных обязанностей и низкого авторитета не смог организовать надзор за деятельностью Сената администрации вне его. Деятельность его в Сенате свелась к передаче Петру I составлявшихся сенаторами месячных отчётов об указах Сената; изредка сообщал он Петру о замеченных им неправильных действиях сенаторов. В 1719 году перестал появляться в заседаниях Сената, и его обязанности «надзирателя указов» были возложены на обер-секретаря Сената А. Щукина.
С 1719 года — глава Канцелярии переписных дел; с 15 июля 1723 года переведён в Уложенную комиссию. С 30 сентября 1724 года руководил строительством Невского бечевника.
С 17 июня 1725 года — президент Московского надворного суда; 6 августа произведён в генерал-майоры.
С 25 февраля 1727 года по 20 мая 1728 года — Казанский губернатор.

### Семья
Отец — Никита Моисеевич Зотов (ок. 1644—1718) — учитель Петра I, граф (1710).
Братья:
- Конон (1690—1742), генерал-экипажмейстер[1].
- Иван (1687—1723), переводчик.

Сын — Никита (1710—1738), женат на Анне Логиновне Щербачёвой (ум. 1786);
- внуки:
  - Иван (1738 — ок. 1782), женат (во втором браке) на Маргарите Францевне[2];
  - Елизавета, замужем за князем Яковом Васильевичем Хилковым[3];
  - Екатерина (ок. 1738 — ?), замужем за Алексеем Васильевичем Хованским (1738—1799).

Дочь — Анна, замужем за Александром Ивановичем Суворовым (1709—1753).